# Dasyhelea bilineata
Dasyhelea bilineata är en tvåvingeart som beskrevs av Maurice Emile Marie Goetghebuer 1920. Dasyhelea bilineata ingår i släktet Dasyhelea och familjen svidknott. Inga underarter finns listade i Catalogue of Life.